# Galaktyka pierścieniowa

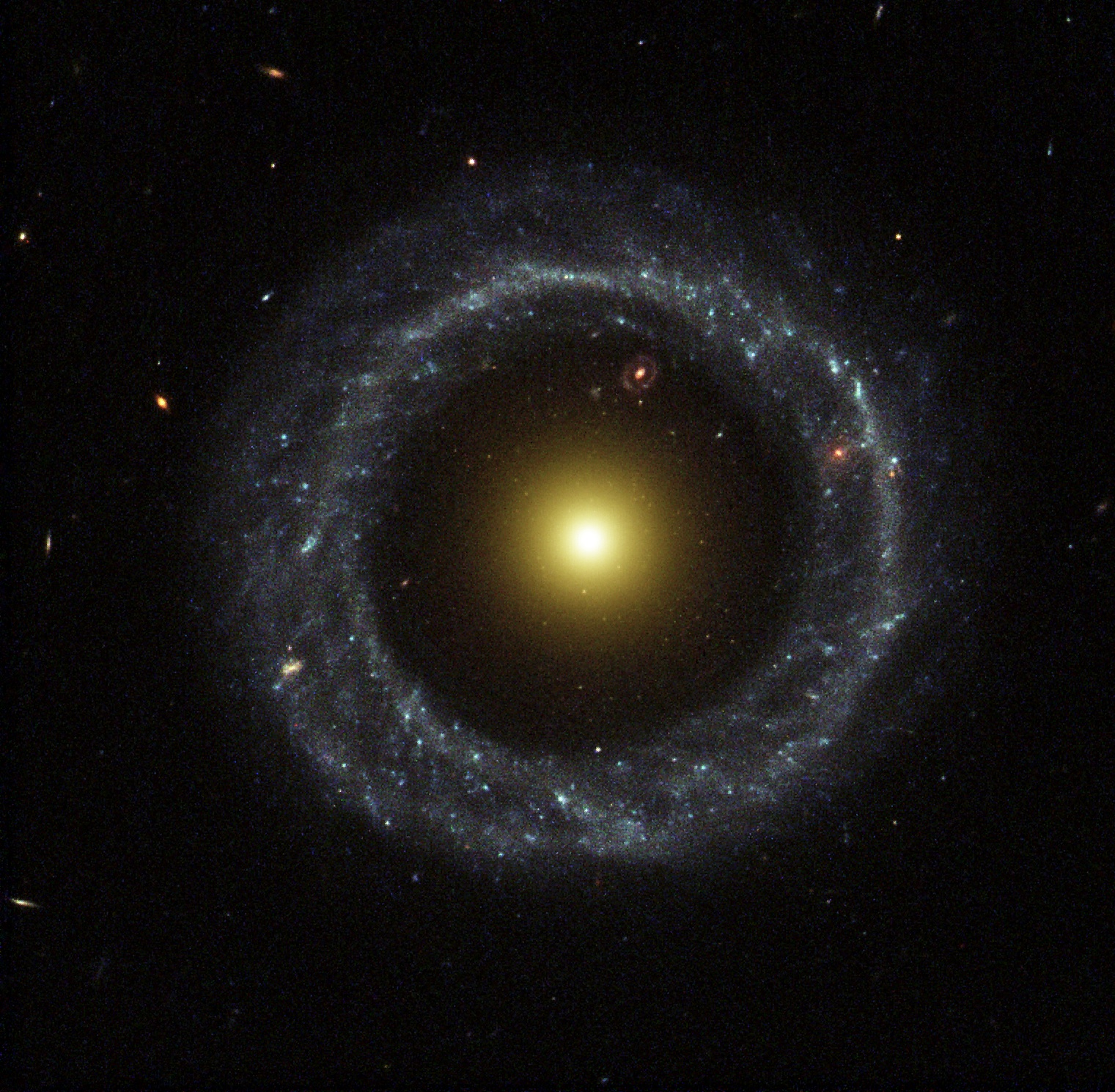
Obiekt Hoaga – galaktyka pierścieniowa

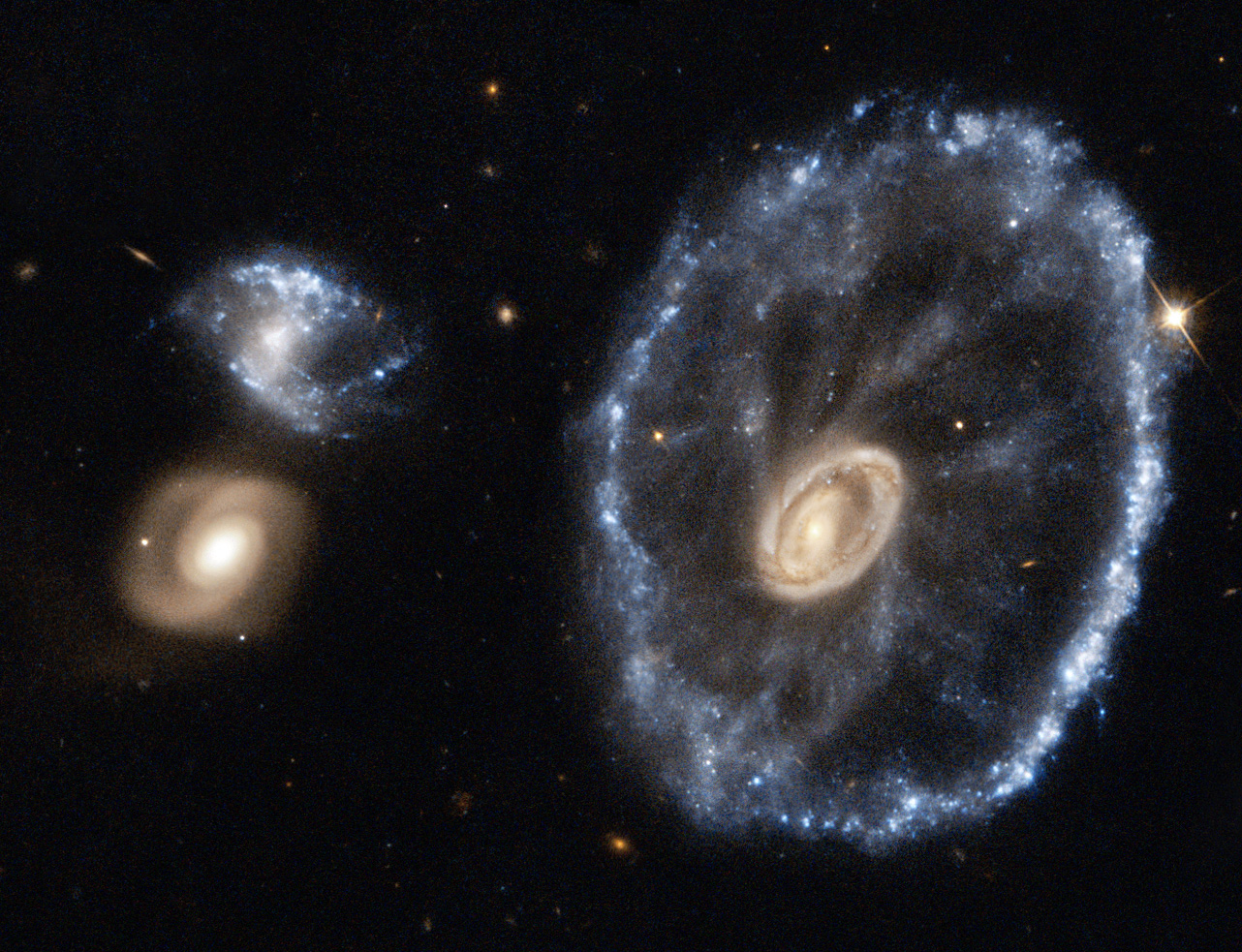
Galaktyka Koło Wozu

Galaktyka pierścieniowa – galaktyka zbudowana z jądra oraz otaczającego je pierścienia. Pierścień ten złożony jest z młodych, masywnych, błękitnych gwiazd. Obszar między jądrem a pierścieniem zawiera niewielkie ilości gwiazd. Astronomowie podejrzewają, że galaktyki pierścieniowe powstają, gdy duża galaktyka spiralna zderzy się z mniejszą.
Galaktyką pierścieniową jest np. Galaktyka Koło Wozu w gwiazdozbiorze Rzeźbiarza.